# Jiří Haller (probošt)
Jiří Haller (kolem pol. 15. století – po roce 1490) byl 35. proboštem litoměřické kapituly v letech 1485–1490.

## Historické panorama
V druhé polovině 15. století i ve století 16. byla situace v důsledku husitských válek, vzniku nových církví i na území českého středověkého státu, včetně problémů národnostních, velice obtížná a nejistá. Proto roku 1487 také vznikla a byla vyhlášena nová kapitulní reformní statuta, která pak měla silný vliv na vývoj situace kolegiátní kapituly.

## Osobnost 35. probošta litoměřické kapituly
Německý rodák z Chebu dr. Georg Haller vystřídal probošta Valdštejna ještě na jaře 1485, přesné datum není zatím známo, ale listiny z 6. května 1485 už uvádějí Hallera jako litoměřického probošta, který se dostal do ostrého spolu s litoměřickým kapitulním děkanem Jiřím z Prahy (1477–1488). Za dva roky, 12. ledna 1487, byla realizována nová statuta, dílo administrátora pražského arcibiskupství Pavla Poučka, který byl v letech 1486–1496 jediným administrátorem konzistoře katolické – pod jednou. Haller pak rozhodl o novém rozdělení duchovních obročí (prebend), protože v posledních letech vznikaly mezi členy kapituly v této záležitosti spory. Proto nový probošt Haller pobýval v letech 1485–1487 častěji na pražském arcibiskupství, aby podrobně projednal konkrétní problémy, které bylo nutno podle nově schválených reforem realizovat a dospět k sjednocení, včetně souhlasu členů kapituly, kterých se jednotlivé kauzy týkaly. Ukázalo se, že je nutné vydat co nejdříve nová nařízení, která by doplnila statuta již uvedeného Pavla Poučka za pomoci členů dómské pražské kapituly a podle nařízení krále Ladislava Pohrobka (1453–1457). Doplňky vyšly 9. října 1489 v Praze. Probošt Haller však vyjádřil nespokojenost s některými články statut a dosáhl toho, že pražský papežský legát vydal Hallerovi záštitný list roku 1489, který dovoloval, aby probošt Haller nemusel respektovat všechny články statut.
V době působení Hallera byla převážná část jeho proboštské činnosti soustředěna na nové právní problémy vyplývající ze statut z roku 1487. Podařilo se mu pouze, že byla kapitule navrácena ves Řepčice. Datum úmrtí probošta Hallera není zatím listinně doloženo.